# Roeweriscus paradoxus
Genre
Espèce
Roeweriscus paradoxus, unique représentant du genre Roeweriscus, est une espèce de solifuges de la famille des Galeodidae.

## Distribution
Cette espèce est endémique d'Iran. Elle se rencontre vers Kazkin.

## Description
Le mâle holotype mesure 32 mm.

## Étymologie
Ce genre est nommé en l'honneur de Carl Friedrich Roewer.

## Publication originale
- Birula, 1937 : Solifugen-Studien. I. Über einige neue oder wenig bekannte  Galeodes-arten mittelasiens.  II.  Über eine bemerkenswerte walzenspinne aus sudost-Persien. Travaux de l'Institut Zoologique de l'Académie des Sciences de l'URSS, vol. 4, p. 565-598 (texte intégral).